# Peleteria aralica
Peleteria aralica là một loài ruồi trong họ Tachinidae.